# Domingos Bongestabs
Domingos Henrique Bongestabs (Castro, 04 de outubro de 1941) é um arquiteto e professor universitário brasileiro.
Formou-se em arquitetura pela Universidade Federal do Paraná, fazendo pós-gradução em Controle do Ambiente em Arquitetura  na UnB e em Arquitetura Bioclimática na PUC-PR.
Foi professor do departamento de Arquitetura e Urbanismo da UFPR, da Pontifícia Universidade Católica do Paraná e da Fundação Assis Gurgacz, em Cascavel. Também foi funcionário público contratado pela Prefeitura Municipal de Curitiba, onde desenvolveu projetos de urbanismo, especialmente ligados a parques e praças, pela Secretaria do Meio Ambiente de Curitiba. 

## Obras
Domingos Bongestabs é autor de vários projetos em Curitiba, como:
- A Ópera de Arame, Palco da Pedreira Paulo Leminski;[1];
- A Universidade Livre do Meio Ambiente;
- O Centro de Pesquisas da Copel, ou "Chapéu Pensador", no bairro Champagnat;
- Inúmeras residências e projetos institucionais de porte;
- Parques e praças: Praça 29 de Março, Praça do Atlético,Parque Reinhardt Maak, Parque Chico Mendes, Parque da Barreirinha;
- Portal da Copel e Portal do Parque Barigui, entre outros.
- Central Telefônica das Mercês - EMBRATEL - PR;
- Em Brasília, o arquiteto desenvolveu o projeto do Edifício da Polícia Federal, junto com os arquitetos Marcos Prado e Jaime Lerner;
- Foi participante do Plano Diretor de Curitiba, em 1965;
- Espaço das Américas, Foz do Iguaçu, Paraná;
- Câmara Municipal de Castro, Paraná;
- Museu Regional do Iguaçu na Usina Hidrelétrica Gov. Ney Braga - COPEL, em Reserva do Iguaçu (1999).